# Casa Heck-Andrews
La Casa Heck-Andrews se terminó en 1870 y fue una de las primeras casas en Raleigh, en el estado de Carolina del Norte (Estados Unidos). Se construyó después de la Guerra de Secesión. Está ubicada en 309 North Blount Street. Fue diseñada en estilo Segundo Imperio por G. S. H. Appleget para Mattie Heck, esposa del coronel Jonathan McGee Heck. Está en el Registro Nacional de Propiedades Históricas de Raleigh. La casa tiene una espectacular torre central coronada con un techo abuhardillado convexo con balaustrada. La parte central de la vivienda de estructura de estilo Estilo Segundo Imperio tiene 2 1/2 pisos y está cerrada con un techo abuhardillado cóncavo de pizarra estampada.
La casa fue propiedad de la familia Heck hasta 1916 cuando fue vendida a AB Andrews. En 1948, el heredero de Andrews vendió la casa a Julia Russell. El gobierno de Carolina del Norte compró la casa en 1987 con la intención de renovar la estructura. Cuando la remodelación exterior se completó, sin embargo, el Estado vendió la casa a la Asociación de Agentes Inmobiliarios de Carolina del Norte en enero de 2016, quienes planeaban usarla como edificio de oficinas.
Fue incluida en el Registro Nacional de Lugares Históricos en 1972. 